# 福泰恩 (蒙大拿州)
福泰恩（英語：Fortine）是位於美國蒙大拿州林肯縣的普查規定居民點。

## 歷史
福泰恩的郵局自1905年營運至今。

## 人口
根據2020年美國人口普查的數據，福泰恩的面積為18.55平方千米，當中陸地面積為18.36平方千米，而水域面積為0.18平方千米。當地共有人口317人，而人口密度為每平方千米17.09人。